# داو خان
داو خان (به انگلیسی: Dao Khan) یک روستا در پاکستان است که در ناحیه دره جهلم واقع شده‌است. داو خان ۲٬۴۹۰ متر بالاتر از سطح دریا واقع شده‌است.
در این روستا عموما مردمی لک زبان زندگی می‌کنند و زبان لکی دارند 
نقل است این قوم لک را کریم خان زند در اینجا مستقر کرده 
که داو خان رئیس ایل لکی بوده که به این مکان مهاجرت کردند و نام این روستا از داو خان لک می اید 